# Xã Prairie, Quận Delaware, Iowa
Xã Prairie (tiếng Anh: Prairie Township) là một xã thuộc quận Delaware, tiểu bang Iowa, Hoa Kỳ. Năm 2010, dân số của xã này là 327 người.